# 厚木市立厚木中学校
厚木市立厚木中学校（あつぎしりつ あつぎちゅうがっこう）は、神奈川県厚木市水引113にある公立中学校。近隣には同市立厚木小学校がある。

## 概要
三学期制であり、年間行事では、体育祭・栄光祭・駅伝大会が主である。また、この三つは「厚中三大行事」と呼ばれる。
2015年、ボランティア活動部が第19回ボランティア・スピリットアワードで首都圏ブロック賞を受賞。応募総数1807の中から、全国で40のブロック賞が選出され、首都圏では中学校として唯一の受賞となった。
修学旅行は京都・奈良。二年は鎌倉散策。
令和5年現在、3学年共に7クラス編成。
厚木市内では最も生徒数の多い学校。
現在校長名は 佐藤　弘幸（さとう　ひろゆき）。

## 教育目標
知・徳・体の調和のとれた、心豊かで、たくましく生きる生徒の育成

## 通学区域
- 厚木市
  - 厚木市立厚木小学校
  - 厚木市立厚木第二小学校（一部は厚木市立東名中学校へ）

## 目指す生徒像
- 明るくあいさつのできる生徒
- 他人を思いやる気持ちを持つことのできる生徒
- 目標を持って進んで心身を鍛えることのできる生徒

## 著名な出身者
- 榊原郁恵（俳優・タレント）
- 前田亘輝 （アーティスト）（TUBEボーカル）
- 神品信市 （映画プロデューサー） MIRAI PICTURES JAPAN
- 田口幸一（肉の田口　代表取締役）
- 田口たかお（厚木市議会議員）
- 与座重理久（俳優・タレント）
- 山口貴裕（厚木市長）